# CSI: Omicidio in 3 dimensioni
CSI: Omicidio in 3 dimensioni (CSI: 3 Dimensions of Murder) è un videogioco basato sulla serie televisiva CSI - Scena del crimine. A differenza dei precedenti videogiochi della serie di CSI, questo titolo è stato sviluppato dalla Telltale Games, e non dalla 369 Interactive. La pubblicazione è avvenuta tramite la Ubisoft, ed è stato pubblicato per PC nel marzo 2006.
Il videogioco utilizza un nuovo motore 3D, che cambia completamente il gameplay e l'aspetto del videogioco rispetto ai precedenti sviluppati dalla 369 Interactive. Una somiglianza con i precedenti CSI: Crime Scene Investigation, CSI: Miami e CSI: Dark Motives è invece rappresentata dalla struttura del gioco, in cui vengono seguiti cinque distinti casi, con il quinto caso che collega fra loro i precedenti quattro.
Una versione per PlayStation 2 di questo gioco è stata pubblicata dalla Ubisoft il 25 settembre 2007. Questa versione del gioco è molto differente da quella per Windows. Nella conversione per PlayStation 2 del titolo, il giocatore ha pieno controllo del movimento e della visuale del personaggio controllato. È inoltre presente un sesto caso, assente nella versione per Windows.

## I casi
- Caso 1: "Pictures at an Execution"
- Caso 2: "First Person Shooter"
- Caso 3: "Daddy's Girl"
- Caso 4: "Rough Cut"
- Caso 5: "The Big White Lie"
- Caso 6: "Rich Mom, Poor Mom" (solo per Playstation 2)